# Соколовский, Игнатий Иванович
Соколовский Игнатий Иванович (1781? — не ранее 1827) — статский советник, и. о. томского губернатора в должности председателя Томского Губернского правления.

## Биография

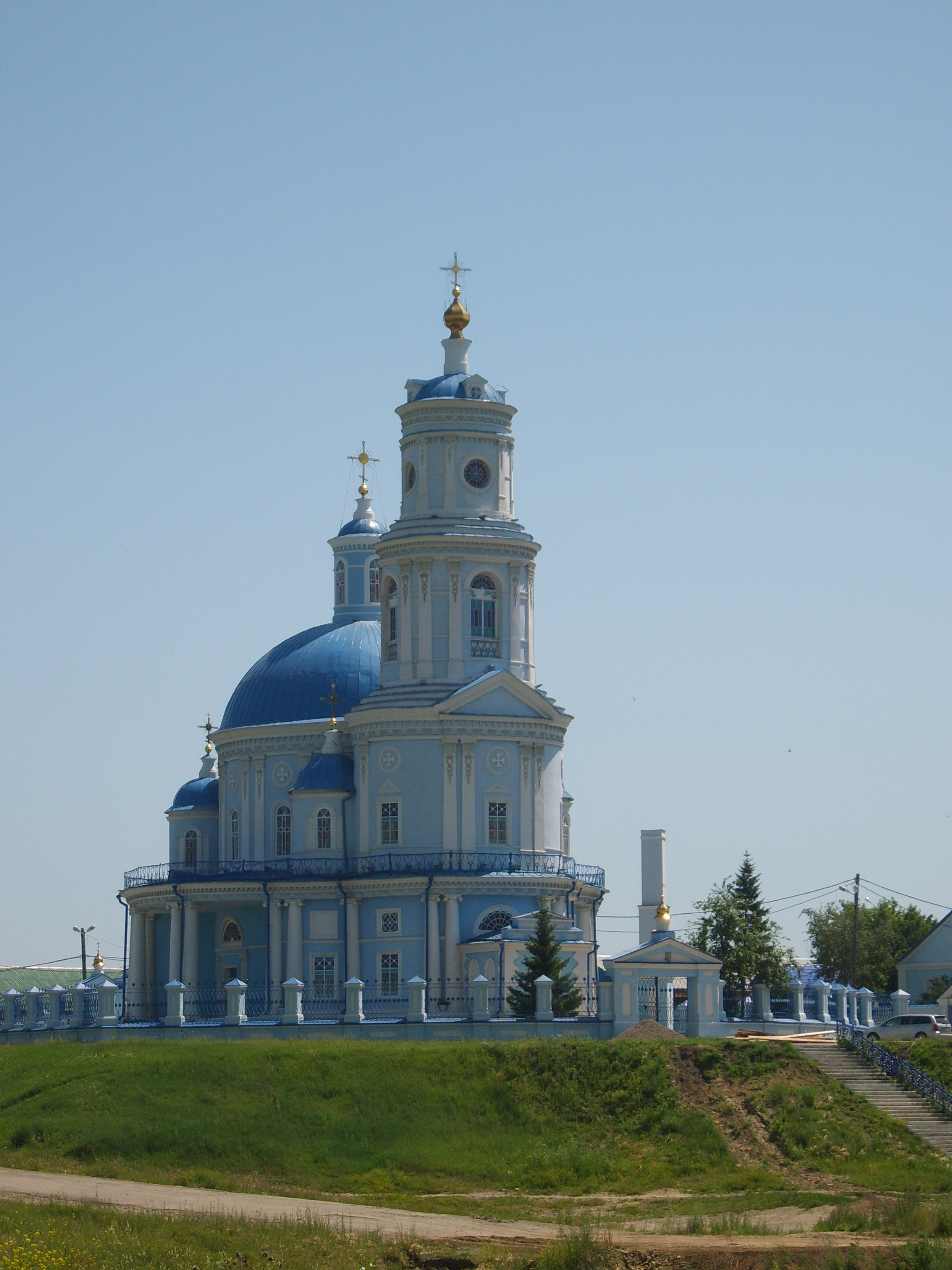
Церковь в Тельме

Происходит из обедневшего дворянского рода, разделял масонские взгляды.
Служил в Селенгинском мушкетерском полку, подполковник.
С 1808 года был управляющим тельминских суконных фабрик в Иркутской губернии.
Выступил инициатором строительства храма иконы Казанской божьей матери в Тельме в честь победы над французами в Отечественной войне 1812 года, средства на строительство были выделены местными купцами. Церковь освящена 20 августа 1816 года, считается одним из красивейших и интересных памятников архитектуры XIX века Иркутской области.
С 1818 по 1827 год занимал пост председателя губернского правления Томской губернии и с 1819 по 1822 год в этой должности исполнял обязанности Томского губернатора после отставки Д. Илличевского. Характеризовался как «благодетель и друг страждущего человечества», «заступник за сибирских сирот и бедняков».
Карьера прекратилась, весьма вероятно, из-за связи с декабристом Николаем Мозгалевским, отправленным в ссылку и получившем достаточно добрый приём у Соколовского. Письма Мозгалевского с благодарностью Соколовскому попали в руки жандармов, и Соколовский был отстранён от должности.

## Семья
Жена — Анна Афанасьевна
Дети — известный поэт Владимир Соколовский (1808—1839).
 — капитан Московского кадетского корпуса, автор учебников географии Николай Соколовский (1799—1849)